# Horvátország földrajza
Horvátország Közép-Európa és Délkelet-Európa találkozásánál fekszik. Területe 56 594 km², továbbá tartozik 32 068 km²-nyi tengeri terület is. Az ország patkó alakú. Öt országgal határos: Szlovénia (670 km), Magyarország (329 km), Szerbia (252 km), Bosznia-Hercegovina (932 km) és Montenegró (14 km) a szomszédai. Az Adriai-tenger hosszú partvidéke az ország különlegessége.
Éghajlat szempontjából három részre osztható: kontinentális, hegyvidéki és mediterrán.
A Dráva-Száva-vidék (Nizinska Hrvatska) az országi északnyugati és keleti részét foglalja el. A Szávától északra eső részét Dráva-Száva közének nevezik. A területen alföldet és dombvidéket egyaránt találunk.
A Dinári-hegység (Dinaridi) északnyugat–délkeleti irányban húzódik. Horvátországot kettéosztja, illetve vonulatai hosszú határszakaszt képeznek Bosznia-Hercegovinával.
A horvát földrajzban Északi-tengerpart és Déli-tengerpart vagy Dalmácia felosztásban tárgyalják (Sjeverno primorje - Južno primorje/Dalmacija). A horvát tengerparthoz két nagy félsziget is tartozik: északi részén az Isztriai-félsziget, déli részén, Split és Dubrovnik között a Pelješac-félsziget.

## Terület és határok

Horvátország politikai térképe

Horvátország területe 56 594 km².
| Szlovénia           | 600  |
| Magyarország        | 348  |
| Szerbia             | 314  |
| Bosznia-Hercegovina | 956  |
| Montenegró          | 19   |
| Összesen            | 2237 |

### Extremális pontok
| Horvátország extremális pontjai                                                                         | Horvátország extremális pontjai | Horvátország extremális pontjai | Horvátország extremális pontjai | Horvátország extremális pontjai                                                                  |
| Pont | Név                             | Minek a része?                  | Megye                           | Megjegyzés, koordináták                                                                          |
| --- | ------------------------------- | ------------------------------- | ------------------------------- | ------------------------------------------------------------------------------------------------ |
| Legészakibb                                                                                             | Békásd                          | Muraszentmárton                 | Muraköz                         | é. sz. 46° 33′, k. h. 16° 22′46.550000°N 16.366667°EBékásd (legészakibb pont)                    |
| Legdélibb*                                                                                              | Galijula                        | Palagruža-szigetek              | Split-Dalmácia                  | é. sz. 42° 23′, k. h. 16° 21′42.383333°N 16.350000°EGalijula (legdélibb pont)                    |
| Legdélibb*                                                                                              | Oštro-fok                       | Prevlaka-félsziget              | Dubrovnik-Neretva               | é. sz. 42° 24′, k. h. 18° 32′42.400000°N 18.533333°EOštro-fok (legdélibb pont)                   |
| Legkeletibb                                                                                             | Rađevac                         | Újlak                           | Vukovár-Szerém                  | é. sz. 45° 12′, k. h. 19° 27′45.200000°N 19.450000°ERađevac (legkeletibb pont)                   |
| Legnyugatibb                                                                                            | Lako-fok                        | Umag                            | Isztria                         | é. sz. 45° 29′, k. h. 13° 30′45.483333°N 13.500000°ELako-fok (legnyugatibb pont)                 |
| Legmagasabb                                                                                             | Dinara                          | Dinári-hegység                  | Šibenik-Knin                    | 1831 m-es t.sz.f., é. sz. 44° 03′, k. h. 16° 23′44.050000°N 16.383333°EDinara (legmagasabb pont) |
| Legalacsonyabb                                                                                          | Adriai-tenger                   | Földközi-tenger                 | N/A                             | tengerszint, é. sz. 43°, k. h. 15°43.000000°N 15.000000°EAdriai-tenger (legalacsonyabb pont)     |
| * Az Oštro-fok a szárazföldi terület legdélibb pontja, Galijula pedig a horvát fennhatóságú területeké. |                                 |                                 |                                 |                                                                                                  |

## Felosztás

Horvátország egy felosztása

Geopolitikai szempontból az ország két fő részből áll, amelyek további nagyobb régiókra oszthatók:
- Belső-Horvátország (Panonska Hrvatska)
  - Északnyugat-Horvátország (Sjeverozapadna Hrvatska)
  - Kelet-Horvátország (Istočna Hrvatska)
- Adriai Horvátország (Jadranska Hrvatska)
  - Délnyugat-Horvátország (Jugozapadna Hrvatska)
  - Dalmácia (Dalmacija)

A fentieken kívül előfordul a Közép-Horvátország (Središnja Hrvatska) elnevezés is, amely történelmileg Északnyugat- és Délnyugat-Horvátországot együttesen jelölte (az Isztriai-félsziget nélkül), míg ma már többnyire szűkebb földrajzi fogalomként használják Északnyugat-Horvátország belső, Kárpát-medencei területére.

## Éghajlat
Az ország éghajlata a belső vidékeken mérsékelt kontinentális, száraz és forró nyár, hideg, csapadékos tél jellemzi. A hegyekben jellegzetesen hegyvidéki klíma uralkodik hűvös nyárral és hóban gazdag, hideg téllel. A tengerpartokon mediterrán az éghajlat: forró és száraz nyár, enyhe és csapadékos a tél a partvidéken. Az átlaghőmérséklet Horvátországban januárban -5-10 C, augusztusban 13-26 C körül alakul. Az ország három eltérő éghajlati zónára osztható:
- Kontinentális Horvátország (Kontinentalna Hrvatska)
- Hegyvidéki Horvátország (Gorska Hrvatska)
- Mediterrán Horvátország (Mediteranska Hrvatska)

## Domborzat

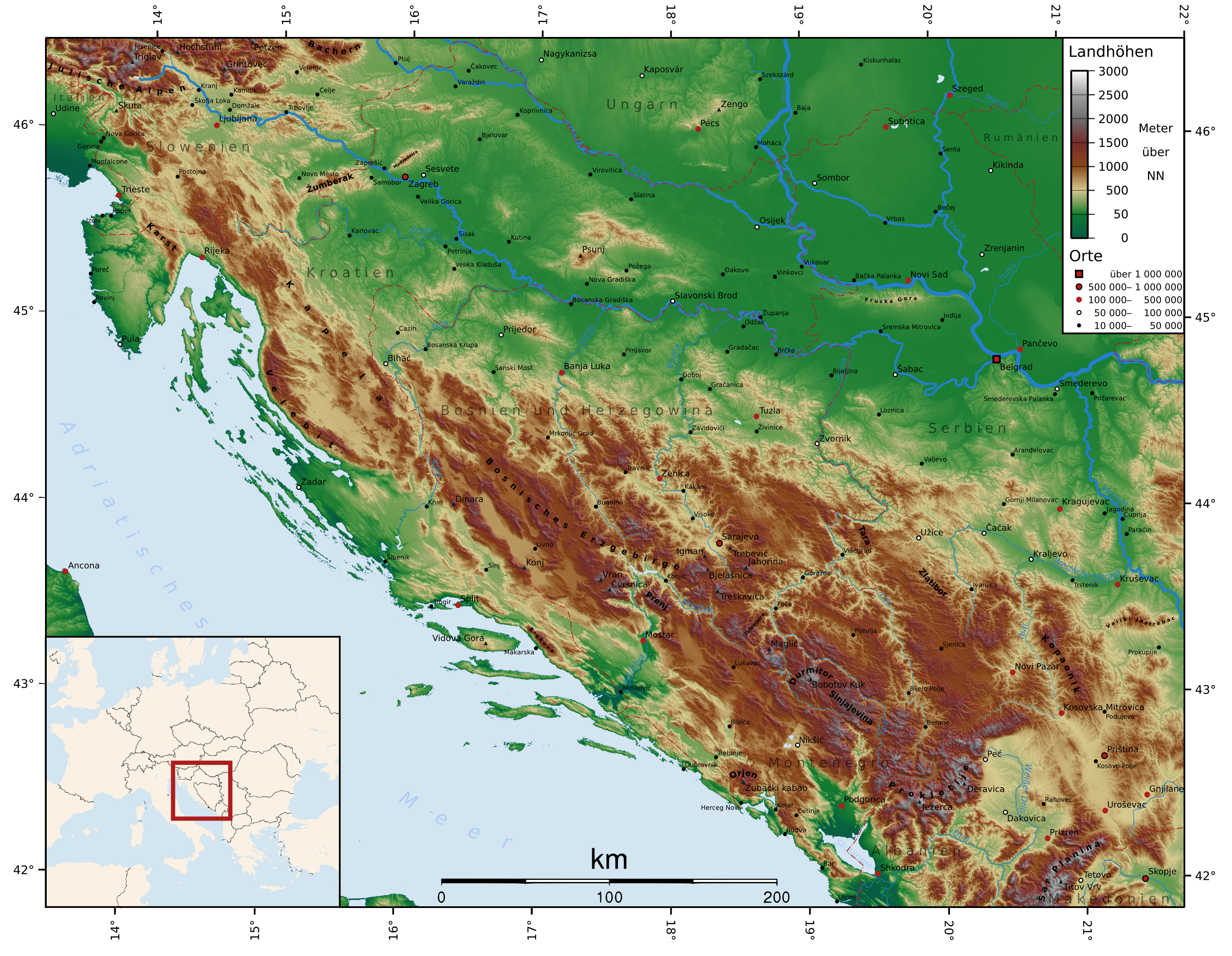
Horvátország domborzati térképe

A táj az ország kis területe ellenére változatos. Az éghajlati felosztással megegyezően három markánsan kirajzolódó tájegység különíthető el.

### Dráva-Száva-vidék
A Dráva-Száva-vidék (Nizinska Hrvatska) az ország északnyugati és keleti részét foglalja el. A Szávától északra eső részét Dráva-Száva közének nevezik. A területen alföldet és dombvidéket egyaránt találunk. Fő tájegységei nyugaton a Zágrábi-medence (Zagrebačka kotlina) és a Horvát-középhegység (Zagorje), keleten a Szlavón-röghegység (Slavonske planine), a Drávamenti-síkság (Podravska ravnica) és az Alsó-Száva-síkság (Posavska ravnica) nyugati része. Geopolitikai okoknál fogva a Szerémség horvátországi részét (Nyugat-Szerémség) és a Drávaközt is ide sorolhatjuk. A területet a horvát földrajzban Közép- és Kelet-Horvátország felosztásban tárgyalják (Središnja Hrvatska - Istočna Hrvatska).

### Dinári-hegység
A Dinári-hegység (Dinaridi) északnyugat–délkeleti irányban húzódik. Horvátországot kettéosztja, illetve vonulatai hosszú határszakaszt képeznek Bosznia-Hercegovinával. A boszniai határ mentén található az ország legmagasabb pontja, a Dinara (1831 m.), amely egyben az egész hegység legmagasabb csúcsa és névadója. A hegység kőzete mészkő. A hegyvonulat átlagos magassága 1000–1500 m, legnyugatibb láncai a tengerpartot szegélyezik. A Dinári-hegység horvátországi szakaszának két fő tájegysége Gorski kotar és Lika hegyvidéke. A területet a horvát földrajzban Hegyvidéki Horvátország (Gorska Hrvatska) néven tárgyalják.
A Dinári-hegység fő horvátországi vonulatai:
- Učka
- Risnjak
- Nagy-Kapela
- Kis-Kapela
- Velebit
- Dinara
- Biokovo

### Adriai partvidék
A Horvát tengerpart vagy Horvát Adria (Hrvatsko primorje, Hrvatska obala) a szárazföldön 1778 km partvonalat jelent, de ha a szigetek kerületét is figyelembe vesszük, összesen 5835 km. A horvát földrajzban Északi-tengerpart és Déli-tengerpart vagy Dalmácia felosztásban tárgyalják (Sjeverno primorje - Južno primorje/Dalmacija).
Szigeteinek száma 1185, szigetpartjainak hossza 4057 km. Lakott szigeteinek száma 66. Az ország legnagyobb öblei a Kvarner-öböl és a Šibeniki–öböl.
Horvátország legnagyobb szigetei:
- Krk (408 km²)
- Cres (400 km²)
- Brač (396 km²)
- Hvar (289 km²)
- Pag (187 km²)
- Dugi Otok (117 km²)
- Rab (86 km²).

A horvát tengerparthoz két nagy félsziget is tartozik: északi részén az Isztriai-félsziget, déli részén, Split és Dubrovnik között a Pelješac-félsziget.
Az Adria-part észak–dél irányban fokozatosan mélyül, átlagos mélysége 250 m, legmélyebb pontja 1330 m. Mélysége északon átlagosan 20–50 m között mozog. A víz sótartalma jellegzetesen magas, északon 31-33‰, délen 38‰. A horvát Adria-part karsztos part, a világ legjobban tagolt tengerpartja.
Idegenforgalmi szempontból a horvát Adria alapvetően három nagyobb részre osztható:
- Isztriai-félsziget
- Kvarner-öböl
- Dalmácia tengerpartja

## Vízrajz
Az ország tengeri felségvizeinek felszíne: 31067 km².

## Talaj

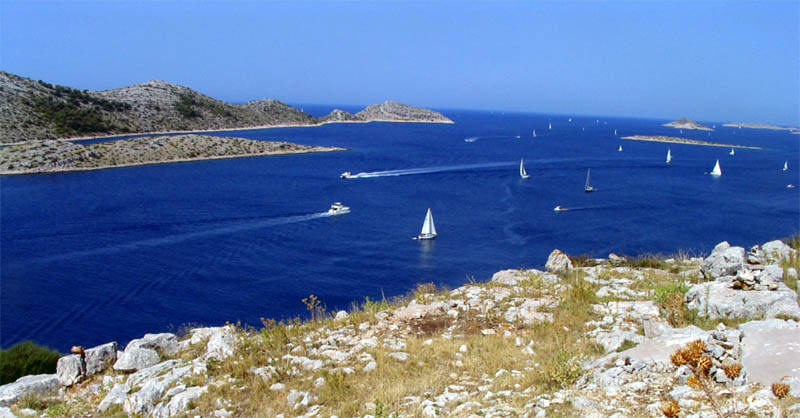
Kornati Nemzeti Park

### Folyóvizek
Folyóit tekintve az ország északi része vizekben gazdag: a Dráva-Száva-vidéken a Duna (188 km), a Dráva, és a Száva (562 km) jelentős. A hegyvidékekről a Kulpa, a Mura és a Neretva folyók gyűjtik össze a kisebb patakok vizeit. A tengerparton csak kevés és többnyire kisebb folyó található, mint a Mirna, a Krka, a Zrmanja és a Cetina.

### Állóvizek
Az országban körülbelül harminc természetes tó van, közülük a legnagyobbak: a Vranai-tó (Vransko jezero) Zárától délre (30 km²) és a Perucko-tó Splittől északra (13 km²). Jelentős tavai még: a Dráva-víztározók (kb.30 tó) és a Krusčicai-víztározó.

## Növényvilág
Horvátország az északi flórabirodalom (Holarktisz) része: a közvetlen tengerpart mediterrán, a hegyvidéki részek a szubmediterrán flóraterület nyugat-balkáni flóratartományához (Illiricum) tartoznak.
Az ország természetes növénytakaróját az Adriai-tenger partvidékén keménylombú erdők, magasabban mediterrán fenyvesek alkották. A magyaltölgy, aleppóifenyő, virágos kőris, illetve feketefenyő alkotta természetes állományaik helyén ma sok területen másodlagos cserjések, sziklakopárok vannak. A partvidéktől beljebb, illetve a hegyeken tölgyfajok alkotta szubmediterrán lombhullató erdők voltak. Állományaikat részben kivágták, részben degradálódtak, helyükön cserjések vagy intenzív mezőgazdasági művelés alatt álló területek alakultak ki. 

## Állatvilág
Őshonos madarak a sirály, tengeri fecske, kormorán, poszáta, fülemüle, gém, kócsag. Számos északi madárfaj telel a Brijuni szigeteken. A nagy szigeten van egy mocsár. Itt költik ki a fiókáikat a fürj és a vadkacsa. Őshonos állatok a barna medve, őz, mezei nyúl. Turistamentes időszakban delfineket és tengeri teknősöket is felfedezhetünk a tengerben.

## Természetvédelem

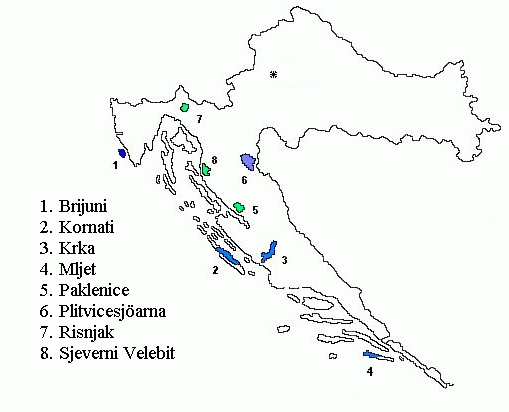
Horvátország nemzeti parkjai

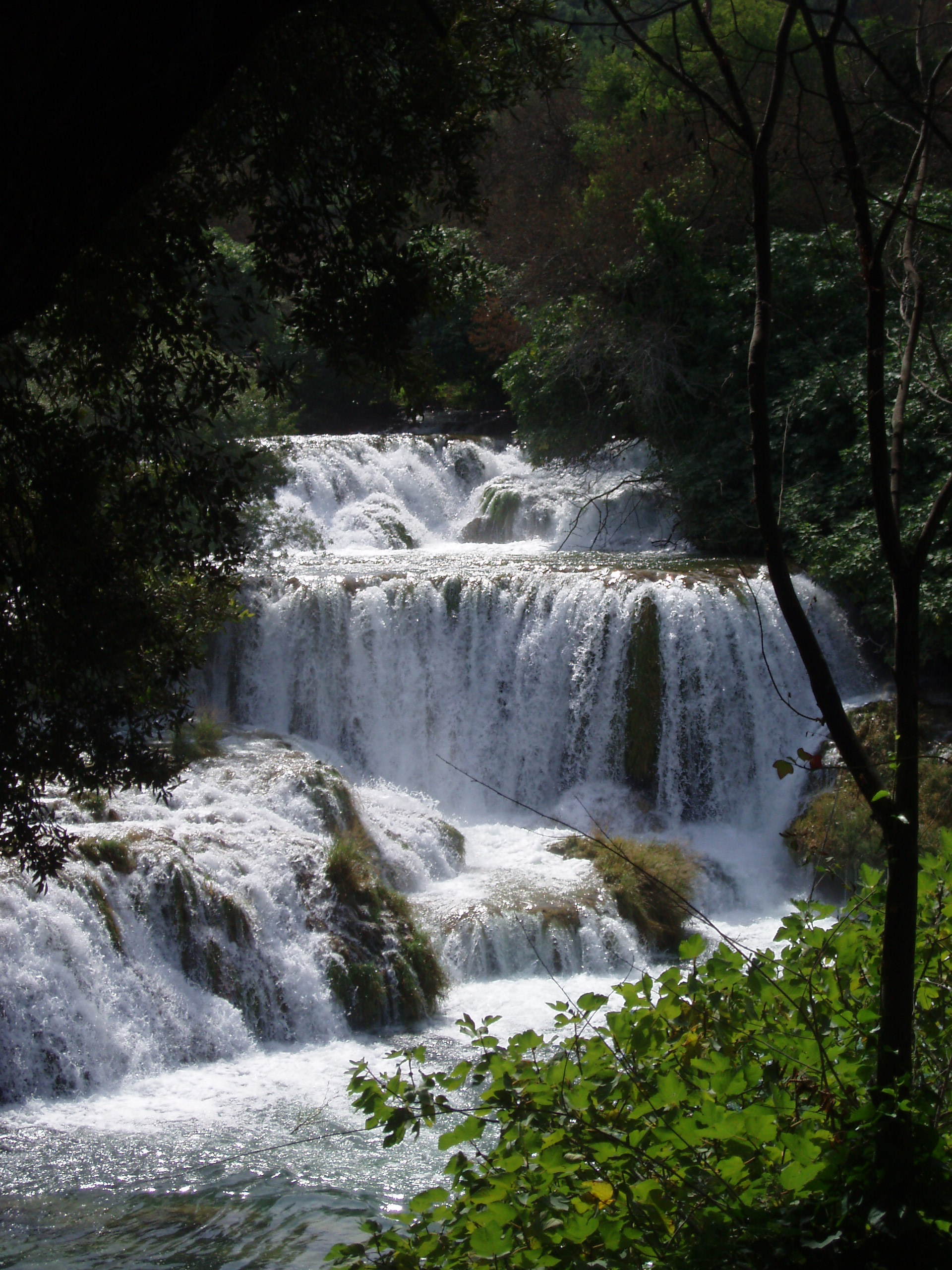
Krka Nemzeti Park

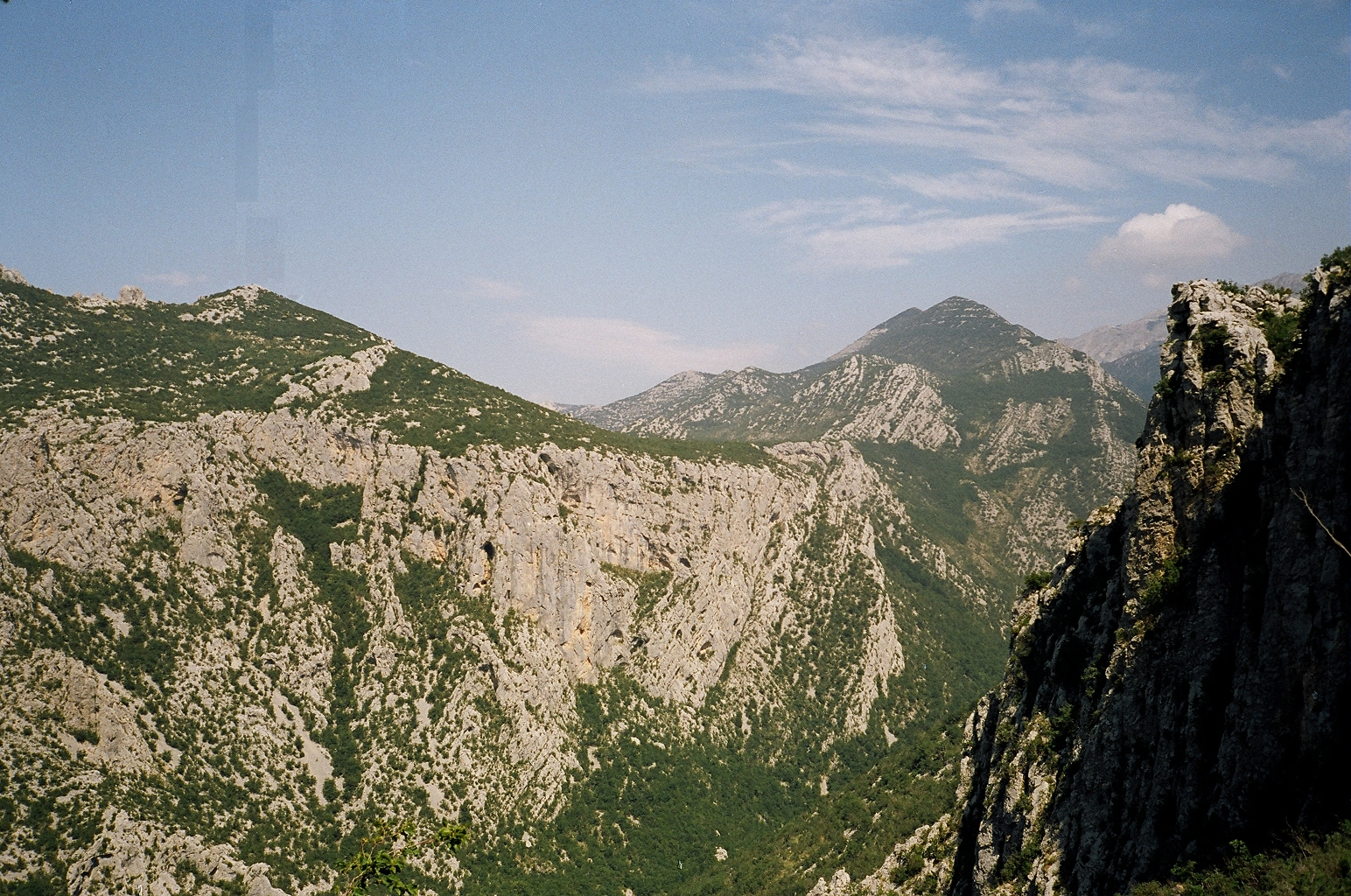
Paklenica Nemzeti Park

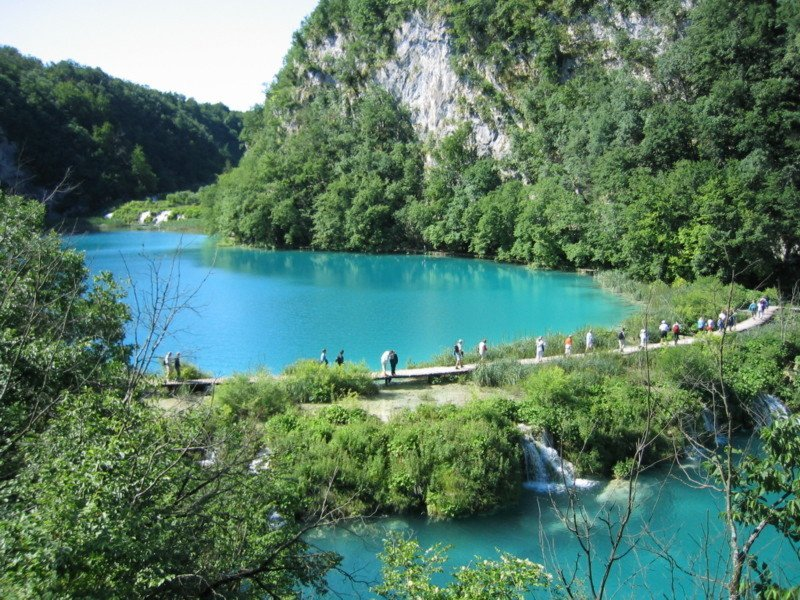
Plitvicei Nemzeti Park

Horvátország természetvédelmi területekben igen gazdag ország: nyolc nemzeti parkja, tíz természeti parkja, két szigorúan védett rezervátuma, hetvennégy különlegesen védett rezervátuma, nyolcvan természeti emlékhelye, harminckét védett tájegysége, harminchat parkerdeje van.

### Nemzeti parkjai
1. Brioni Nemzeti Park / Brioni-szigetek: Területe 36 km², tenger veszi körül. Pólától nem messze fekvő, 2 nagyobb és 12 kisebb szigetből álló szigetcsoport. Ritka növény- és állatfajokban gazdag. A parkban van egy állatkert is, ahol más égövből származó állatok élnek. Értékes ókori, római kori és bizánci műemlékek találhatók itt. A két világháború között az előkelők nyaralóhelye volt, ma is a világ államférfiainak kedvenc nyaralóhelye. Rendkívüli szépsége miatt jövőjét is az idegenforgalomra alapozzák.
2. Kornati Nemzeti Park: A Földközi-tenger legtagoltabb szigetcsoportja. Területe kb. 220 négyzetkilométer, és 89 szigetet foglal magába. 100 m magasságot is elérő sziklacsúcsok, tagolt part, habarcs nélküli kőfalak, gazdag élővilág jellemzi. A vitorlázást kedvelőknek 2 kikötőt építettek (Žut és Piskera.)
3. Krka Nemzeti Park / Krka: Területe 111 km². Az ország legszebb karsztvidéki folyója. Hosszának kétharmad részében kanyonon keresztül folyik, majd a tenger felé érve vízesések és zuhatagok sokasága alkotja. A legszebbek egyikén, a Roski slap és a Skradinski buk között, a Visovac szigeten található egy ferences rendi kolostor, igen értékes könyvtárral. A park területén van a festői szépségű, antik városka, Skradin.
4. Mljet-sziget: Dubrovniktól délnyugatra fekvő kis sziget. Területe: 31 km². A nyugati részét a part különleges tagoltsága miatt nyilvánították nemzeti parkká. A szigeten lévő Kis- és Nagy-tavat egymással és a tengerrel is alig észrevehető szoros köti össze. Buja növényzet, erdők, gazdag állatvilág található a szigeten. Értékes kulturális öröksége egy XII. századi bencés kolostor a sziget Veliko Jezero nevű tavának kis szigetén (szállodává alakították).
5. Paklenica Nemzeti Park: A legnagyobb horvát hegység a Velebit-hegység tenger felé eső, déli lankáinak része. Területe: 36 km². A 400 métert is elérő szorosok a hihetetlenül erős eróziók eredményeként keletkeztek. Csak itt található meg a fekete fenyő. Sűrű erdők, ritka növényfajták, csak itt előforduló rovarok, hüllők, nagyszámú madárfaj (saskeselyű) él a park területén. Az Anicka kuk, a szoros 400 m magas sziklája a horvátországi hegymászók legkedveltebb úticélja.
6. Plitvicei-tavak: A UNESCO világörökség része.
7. Risnjak hegymasszívum: A Gorski kotarban fekvő hegység (1528 m) Fiumétól északra. Védettségének fő oka a növényvilág. Nevét a hiúzról kapta, mely még ma is él ezen a vidéken.
8. Észak-Velebit hegyvonulat: A Velebit legértékesebb, leglátványosabb része.

### Természeti parkjai
- Biokovo: impozáns sziklás hegység a Makarskai Riviéra felett, gyönyörű kilátással és változatos növény – illetve állatvilággal.
- Kopácsi-rét (Kopački rit): nagy kiterjedésű mocsaras terület a Dráva dunai torkolatánál.
- Lónyamező: Európa egyik legnagyobb mocsaras területe a Száva folyó mellett, Sisaktól északra, hatalmas tölgyekkel és gazdag madárvilággal.
- Medvednica: hegység Zágráb felett védett bükkerdőkkel, fenyőerdőkkel, barlangokkal
- Telašćica: hosszú, keskeny öböl Dugi Otok szigetén, a Kornati Nemzeti Parkban.
- Velebit-hegység: a legnagyobb horvát hegyvonulat, egyedülálló növény- és állatvilággal. Szerepel a Világrezervátum listáján. Magába foglalja a Paklenica Nemzeti Parkot és az Észak-Velebitet is.
- Žumberak–Samobori hegyvidék: Zágrábtól nyugati irányban helyezkedik el. Végtelen mezők, festői falvak, változatos völgyek világa.
- Papuk: Szlavónia legnagyobb hegysége, jelentősek erdőségei és vulkanikus tájai.
- Učka: hegyvonulat az Isztriai-félsziget keleti részén, a Kvarner-öböl felett. Érdekes a táj, lenyűgöző a panoráma.
- Vranai-tó (Vransko jezero): Zára közelében fekszik, Horvátország legnagyobb tava. A tenger közelsége miatt édesvízi és tengeri halak lakhelye. Gazdag madárvilága is ismert.
- Lastovo szigetcsoport: összterülete 195 km², 44 kisebb-nagyobb szigete van, ezek legnagyobbika Lastovo, a legtávolabbi Sušac szigete. Mind szárazföldi mind tengeri részén gazdag a növény-és állatvilág. Kulturális-történelmi értékei a népi építészet alkotásai illetve a szárazföldön és a tengerben fellelhető régészeti lelőhelyek.

## Településföldrajz
Horvátországban 425 település és 123 város van, amelyek 20 megyében találhatók.
Zágráb az ország fővárosa és egyben egy makrorégiós központ. Az országban még három makrorégiós város van: Split, Fiume, Eszék. A makrorégiókon belül további régiókat találhatunk. A zágrábi makrorégiót négy régió alkotja. ezek központjai: Károlyváros, Varasd, Sziszek és Belovár. A spliti makrorégió részeinek központjai: Zára, Šibenik és Dubrovnik. Az eszéki makrórégiót a Bródi, Pozsegai, Vinkovce és a Vukovári régió alkotja.

## Gazdaságföldrajz
Horvátországban az 1870-es évekig céhek működtek, majd ezeket a manufaktúrák váltották fel. A szocialista időszakban az iparosodás jellemezte a területet. A függetlenség óta nagy tranzit ország lett.
A horvát gazdaság fő energiaforrása a kőolaj és a földgáz, kisebbrészben a különböző hidroenergiák, a fa és a nukleáris energia. A Drávamentén elvétve található földgázlelőhely.
Az Adriai-tenger partján a turizmus a gazdaság húzóágazata. A tenger közelsége miatt több cementgyár is ide települt, ugyanis a kavicsot, a kaolint és a homokot is itt lehet a leggyorsabban beszerezni. Pagon, Ninben és Stonban tengeri sót állítanak elő.
Horvátország 37%-a erdő. A legnagyobb erdők Gorski kotarban és Szlavóniában (Kelet-Horvátország) találhatók.